# Klangfiguren
Klangfiguren (Points nodaux) est une valse de Johann Strauss II (op. 251). L'œuvre est créée le 4 février 1861 dans la salle Sofienbad de Vienne. 

## Histoire
La valse est composée et interprétée à l'occasion du bal technique pour les étudiants de l'Université technique de Vienne, pour lesquels elle est dédiée. Ici, le compositeur expérimente des sons, analogues aux physiciens et à leurs expériences. Mais la valse ne devient pas vraiment populaire. Peut-être que le compositeur submerge ses auditeurs avec cette œuvre. Cependant, parmi les experts de Strauss, cette valse est considérée comme très exigeante.

## Durée
Sa durée d'exécution est de 7 minutes et 56 secondes. Elle peut varier quelque peu selon l'interprétation musicale du chef d'orchestre.

## Postérité
La pièce est jouée lors du célèbre concert du nouvel an à Vienne de 1945 sous la direction de Clemens Krauss.

## Source
- (de) Cet article est partiellement ou en totalité issu de l’article de Wikipédia en allemand intitulé « Klangfiguren (Walzer) » (voir la liste des auteurs).